# Ryuho
La Ryuho fu una portaerei leggera della Marina imperiale giapponese, unica della sua classe e attiva durante la seconda guerra mondiale.
L'unità entrò in servizio nel marzo 1934 come nave appoggio sommergibili Taigei, servendo operativamente nel corso della seconda guerra sino-giapponese; nel dicembre 1941, poco prima dell'inizio delle operazioni belliche nel teatro bellico del Pacifico della seconda guerra mondiale, la nave fu convertita in portaerei rientrando quindi in servizio nel novembre 1942 con il nome di Ryuho.
La nave partecipò alla battaglia del Mare delle Filippine nel giugno 1944, ma principalmente servì come unità d'addestramento e per il trasporto degli aerei tra una base e l'altra; gravemente danneggiata e messa fuori combattimento in un attacco aereo statunitense a Kure il 19 marzo 1945, la nave fu radiata dal servizio il 30 novembre seguente e quindi avviata alla demolizione nel 1946.

## Caratteristiche
La nave fu ordinata nell'ambito del programma di costruzioni navali supplementari autorizzato nel 1932. Per aggirare le limitazioni in materia di armamenti navali imposte dal trattato navale di Londra, la nuova unità fu ufficialmente classificata e concepita come nave appoggio per sommergibili, ma progettata in partenza con sistemazioni tali da convertirla rapidamente in portaerei in caso di conflitto. Il progetto, tuttavia, fu caratterizzato da vari difetti: il disegno di base dello scafo soffriva di un alto bordo libero con un pescaggio superficiale, che causava una scarsa stabilità in caso di mare mosso; l'intenso ricorso alla saldatura ad arco per l'assemblaggio dello scafo, una tecnica innovativa per l'epoca, abbreviò notevolmente i tempi per il completamento della nave, ma la carenza di esperienza dei giapponesi con questa nuova tecnica portò a saldature molto approssimative e la nave soffrì dell'apertura di frequenti fessurazioni nello scafo. Una inadeguata compartimentazione stagna nei locali posti sotto la linea di galleggiamento, combinata con la debole costituzione dello scafo, rese la nave gravemente vulnerabile in condizioni di combattimento. L'unità fu anche penalizzata dalle pessime prestazioni dei motori diesel installati, i quali garantirono solo la metà della potenza inizialmente attesa.
La conversione della Taigei in portaerei comportò l'aggiunta di un ponte di volo lungo 185 metri e largo 23 metri; due elevatori di 13,6 x 12 metri mettevano in collegamento il ponte di volo con l'hangar sottostante. Nel corso dei lavori di conversione, l'inaffidabile apparato diesel fu rimpiazzato da due turbine a vapore della Kampon dello stesso tipo installato sui cacciatorpediniere della classe Kagero; pur migliorando notevolmente le prestazioni e l'affidabilità dell'apparato propulsivo in generale, i motori più potenti non erano tuttavia così potenti da compensare l'aumento del dislocamento e l'aggiunta di rigonfiamenti laterali nello scafo dati dal progetto di conversione, e di conseguenza la velocità massima si rivelò ridotta di due nodi. La dotazione teorica della nuova portaerei ammontava a 31 velivoli, di solito una combinazione di caccia Mitsubishi A6M, bombardieri in picchiata Aichi D3A e Yokosuka D4Y ed aerosiluranti Nakajima B5N, ma le dimensioni ridotte del ponte di volo limitavano l'utilità dell'unità in combattimento. Nell'agosto 1944 il ponte di volo fu portato a una lunghezza di 198,1 metri, ma il numero di aerei imbarcati poté essere aumentato a solo 36

## Storia

### ComeTaigei

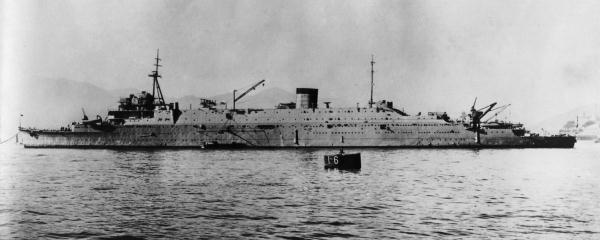
La nave appoggio sommergibili Taigei nel 1935

La nave fu impostata nell'arsenale navale di Yokosuka il 12 aprile 1933, e quindi varata il 16 novembre seguente con il nome di Taigei (in giapponese 大鯨, letteralmente "Grande Balena"). La costruzione fu affrettata per permettere la partecipazione dell'Imperatore Hirohito alla cerimonia di varo e, a causa dell'inesperienza con il metodo di saldatura ad arco, parti dello scafo si deformarono durante la costruzione; per tale ragione, immediatamente dopo il varo la nave fu messa in bacino di carenaggio per riparazioni e modificazioni, tra cui la sostituzione delle sezioni danneggiate dello scafo con piastre assemblate con il metodo tradizionale della rivettatura.
La Taigei entrò ufficialmente in servizio il 31 marzo 1934, ma il 26 settembre 1935, durante delle manovre di addestramento con le unità della 4ª Flotta, la nave subì gravi danni strutturali dopo che la formazione ebbe incappato in un violento tifone: l'ingresso dell'acqua attraverso il deficitario sistema di porte a tenuta stagna causò un cortocircuito del sistema elettrico mettendo fuori uso il timone, mentre le violente ondate ruppero numerose saldature nello scafo. La nave fu destinata a ulteriori lavori di riparazione presso l'arsenale di Yokosuka all'inizio del 1936, rallentati tuttavia dagli eventi del tentato colpo di stato del 26 febbraio 1936; non fu fino al settembre 1938 che la Taigei fu dichiarata completamente operativa, venendo assegnata come nave ammiraglia di uno squadrone di sommergibili

Tra il 1938 e il 1940 la Taigei svolse operazioni di routine nelle acque del Giappone, per quanto la sua missione primaria fosse l'assistenza ai gruppi di sommergibili nipponici schierati al largo delle coste della Cina durante gli eventi della seconda guerra sino-giapponese. Il 15 novembre 1940 la nave fu assegnata alla 6ª Flotta e trasferita nella base di Kwajalein a partire dal 10 aprile 1941; poco prima dell'inizio delle ostilità nell'area del Pacifico la nave ricevette l'ordine di rientrare in Giappone per essere convertita in portaerei, arrivando a Kure il 4 dicembre 1941. I lavori di conversione presero avvio all'arsenale di Yokosuka il 20 dicembre, con una durata prevista di tre mesi; tuttavia, l'insorgere di diversi problemi e complicazioni varie fecero ritardare il completamento dell'allestimento fino al 30 novembre 1942. Mentre era ferma in cantiere, il 18 aprile 1942 la nave fu centrata dai velivoli statunitensi nel corso del raid di Doolittle sul Giappone: una bomba da 230 kg e alcuni spezzoni incendiari centrarono lo scafo immobile uccidendo sette membri dell'equipaggio.

### ComeRyuho

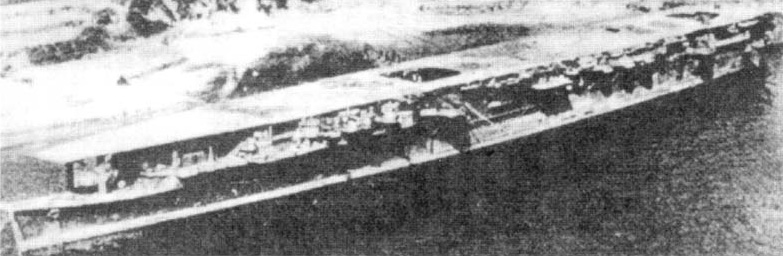
La nave ancorata a Kure nell'ottobre 1945

Completati i lavori di riparazione e di conversione, la nave tornò in servizio il 30 novembre 1942 come portaerei Ryuho (in giapponese 龍鳳, "Drago"); la nave fu assegnata in forza alla 3ª Flotta, e al comando del capitano Yoshio Kamei salpò per raggiungere la base di Truk con la scorta del cacciatorpediniere Tokitsukaze allo scopo di trasferirvi 20 bombardieri leggeri con i loro equipaggi. Alle 09:10 del 12 dicembre, la portaerei fu raggiunta sul lato di dritta da un singolo siluro lanciato dal sommergibile statunitense USS Drum mentre navigava al largo dell'isola di Hachijō-jima: la nave dovette tornare immediatamente a Yokosuka per lavori di riparazione, e rimase fuori servizio fino all'inizio del 1943.
A partire dal 19 marzo 1943 la Ryuho fu impegnata in una serie di missioni di trasporto di velivoli nelle isole occupate dai giapponesi nel Pacifico senza far registrare eventi particolari di sorta; l'11 giugno la nave soccorse i sopravvissuti del gruppo aereo della portaerei Hiyo, lasciati indietro dopo che la nave era stata silurata da un sommergibile statunitense. La Ryuho fu in seguito assegnata alla Seconda divisione portaerei della 3ª Flotta, accompagnando le portaerei di scorta Unyo e Chuyo durante il loro trasferimento a Truk ma rimanendo per il resto di base nel Mare interno di Seto in Giappone per svolgere missioni di addestramento. In ottobre la Ryuho portò a termine un'altra missione di trasporto aerei a Singapore, rientrando a Kure il 5 novembre; il 25 novembre seguente la nave salpò in coppia con la portaerei Hiyo e varie unità di scorta per intraprendere una crociera di addestramento, toccando i porti di Manila, Singapore, Tarakan, Palau, Truk e Saipan prima di rientrare a Kure il 2 gennaio 1944.
Dopo due mesi di pattugliamenti e missioni di addestramento nelle acque tra il Giappone e isole Marianne senza eventi di sorta, nel maggio 1944 la Ryuho fu inviata alla base di Tawi-Tawi nelle Filippine per unirsi alla Flotta Combinata. Da qui la portaerei salpò con il resto della flotta per partecipare, tra il 19 e il 20 giugno 1944, alla battaglia del Mare delle Filippine contro gli statunitensi: il 19 giugno la nave sferrò un attacco aereo contro le unità della Task Force 58, ma oltre a non far registrare alcun successo quasi tutti i suoi velivoli furono abbattuti dai caccia o dal tiro contraereo statunitense; il 20 giugno la Ryuho fu attaccata da quattro aerosiluranti Grumman TBF Avenger decollati dalla portaerei USS Enterprise, ma subì solo lievi danni per colpi caduti nelle vicinanze.
La Ryuho fu in seguito impegnata in varie missioni di addestramento e pattugliamento nelle acque di casa, salvo che per una nuova missione di trasporto aerei a Keelung tra il 25 ottobre e il 2 novembre 1944; tra il 7 e il 15 novembre la portaerei svolse temporaneamente il ruolo di nave di bandiera dell'ammiraglio Jisaburō Ozawa, comandante della flotta da battaglia. Il 31 dicembre 1944 la Ryuho salpò per l'isola di Formosa con un carico di 58 velivoli kamikaze Yokosuka MXY7, insieme a nove petroliere vuote e cinque cacciatorpediniere di scorta; dopo aver raggiunto Formosa e aver sbarcato il suo carico, la nave divenne il bersaglio di una serie di attacchi aerei sferrati dalle portaerei statunitensi: dodici TBF Avenger presero di mira l'unità, ma non fecero registrare alcun centro e uno di essi fu abbattuto dalla contraerea della Ryuho. Il 2 gennaio 1945 la nave salpò per rientrare in Giappone con la scorta del cacciatorpediniere Isokaze, arrivando incolume a Kure il 18 gennaio seguente; con questa missione la Ryuho divenne l'ultima portaerei giapponese ad avventurarsi fuori dalle acque di casa durante la guerra.
La nave fu coinvolta nel pesante bombardamento di Kure del 19 marzo 1945 portato a termine dalle portaerei statunitensi della Task Force 58, incassando tre bombe e due razzi; i danni furono pesanti: il ponte di volo si inarcò verso l'alto nello spazio tra i due elevatori, la caldaia numero 1 fu crivellata di frammenti di bombe, la poppa si posizionò due metri sotto il livello del mare e un violento incendio prese vita. Venti membri dell'equipaggio rimasero uccisi e altri trenta furono feriti. La nave fu considerata come non riparabile e trainata a Etajima dove lo scafo fu lasciato in stato di abbandono, venendo nuovamente bombardato da velivoli statunitensi il 24 e 28 luglio. La nave fu cancellata dai registri navali giapponesi il 30 novembre 1945, e il relitto fu poi demolito nel corso del 1946.